# 熊本市立帯山西小学校
熊本市立帯山西小学校（くまもとしりつ おびやまにししょうがっこう）は、熊本県熊本市中央区帯山一丁目にある公立小学校。

## 沿革
- 1979年（昭和54年） - 熊本市立帯山小学校より分離し開校

## 歴代校長
- 1979年（昭和54年） - 初代校長

## クラブ活動

### 運動部
- バドミントン部
- 野球部
- サッカー部
- 剣道部
- バレーボール部
- ミニバスケット部

### 文化部
- 合唱部

## 著名な出身者
- 松本輝（プロ野球選手）
- 衛藤幹弥（プロサッカー選手）

## 学校周辺
- 熊本刑務所